# 贾谊
贾谊（前200年—前168年），雒阳（今河南省洛阳市东）人，西汉政論家、思想家、文学家。由于是知名的學者，人稱贾生、当过长沙王太傅，故世称贾太傅、贾长沙。其政论文《过秦论》、《论积贮疏》、《治安策》等，在历史上有很高的地位。

## 生平
贾谊于汉高帝七年出生于雒阳（河南郡郡治所在），从小研究討論詩經、書經道理，才学过人，文笔漂亮。十八岁闻名于郡里，得到讚賞，被河南郡守吴公召致门下，成為郡守门客。
贾谊22岁时，汉文帝登基，擢升河南郡守吳公为廷尉，贾谊也因吳公推荐当上博士，是當時漢朝政府聘用的博士當中最年輕的一位。贾谊見解精闢，文帝很欣赏他，一年後被提升为太中大夫。
贾谊以儒學與五行學說设计一整套汉代礼仪制度，進一步代替秦制，主張「改正朔、易服色、制法度、興禮樂」，汉文帝并没有采纳。
前178年，汉文帝想任命贾谊担任公卿，遭到官僚与宗室阶层反对，丞相絳侯周勃、東陽侯張相如、馮敬等老臣上書表態反對，认为贾谊「雒阳之人年少初学，专欲擅权，纷乱诸事」。賈誼又時常在朝堂上，譏諷漢文帝寵臣鄧通。
文帝四年（西元前176年）贾谊被外放为长沙王太傅，輔佐長沙王吳著。至長沙赴任的途中，贾谊对贬谪不满，又听闻长沙气候潮湿多雨，以为自己会早死。他心情悲观失望，渡湘江时作了《弔屈原赋》，在長沙度過三年多左遷生活。任长沙王太傅三年时，有象徵不祥的鵩鸟飞入房屋，贾谊有感而作《鵩鸟赋》。《弔屈原赋》和《鵩鸟赋》是他的骚体赋代表作。
汉文帝七年（前173年）、漢文帝突然想起賈誼，召贾谊回長安，问以鬼神之事，夜半前席。既罢，曰：“吾久不见贾生，自以为过之，今不及也。”关于此事后世有争论；李商隐颇为贾谊不平，有诗吟“可怜夜半虚前席，不问苍生问鬼神”为贾生不得重用而叹息。
不久，汉文帝拜贾谊为自己爱子梁王劉揖的太傅。贾谊除太傅责任以外，主要写政论文来表达個人观点，劝谏汉文帝，《治安策》、《论积贮疏》是他这时的代表作。其政论文既有战国纵横家古文的餘风，又有法家韩非子等人论证严谨风格的影响，洋洋灑灑，文采斐然。贾谊的辞赋可谓上承屈原、宋玉，下开枚乘、司马相如，是从楚辞发展到汉赋的重要橋梁。
汉文帝十一年（前169年），梁王墜马而死，諡懷，史稱梁懷王。贾谊认为自己沒有做好輔導親王的职责，终日哭泣，於第二年憂鬱而终，得年33岁。

## 成就
贾谊虽然早逝，但其文采与见识深受后人讚叹。司马迁在《史记》中作《屈原贾生列传》；《汉书》也有《贾谊传》。后来的文人对他的评价极多，唐代裴度〈寄李翱书〉：“贾谊之文，化成之文也，铺陈帝王之道，昭昭在目。”。臺灣作家柏杨在翻译《资治通鉴》曾写道：“治安策原文，已不可得。司马光在残篇中，摘錄他认为重要的部份，连‘六个长叹’，都不能完整。”

## 思想
贾谊在《论积贮疏》中指出：“今背本而趋末，食者甚众，是天下之大残也；淫侈之俗，日月以长，是天下之大贼也。残贼公行，莫之或止；大命将泛，莫之振救。”贾谊认为工商“末”业败坏社会风俗。他主张抑末强本，“今驱民而归之农，皆著于本，使天下各食于力。末技、游食之民转而缘南亩，则蓄积足而人乐其所矣。”
贾谊上书《谏铸钱疏》提出反对民间私人铸钱，主张把铜业收归国有，统一铸币权，规定标准的“法钱”，“轻则以术敛之，重则以术散之”，增加财政收入。

## 主要作品
- 賈子新書十卷，原58篇，现存共五十六篇：
- 政論上疏：《论治安策》、《过秦论》、《论积贮疏》、《谏铸钱疏》
- 辭賦：《弔屈原赋》、《鵩鸟赋》、《惜誓》、《旱雲賦》、《虛賦》
- 評論：《过秦论》

## 遺跡
长沙因为他和屈原的影響而被称为“屈贾之乡”，贾谊在長沙的故居也一直被保留下來，相传南北朝时还遗留他挖的井、他的石坐床和亲手栽種的柑树。到了宋代他的故居被改建成贾谊祠。明清时更在祠中增祀屈原，改为屈贾祠，至今仍是供人凭弔的古蹟。

## 延伸阅读
[在维基数据编辑]
 在维基文库阅读此作者作品（ 在维基共享资源阅览影像）
 《史記/卷084》，出自司馬遷《史記》
 《漢書·卷048》，出自班固《漢書》